# 호우스코비 크네들리크
호우스코비 크네들리크(체코어: houskový knedlík)는 체코의 덤플링이다. 밀가루로 만든 크네들리크이며, 베프르조 크네들로 젤로 등 체코를 대표하는 요리를 구성하는 전통 음식이다.

## 이름
체코어 "호우스코비 크네들리크(houskový knedlík)"는 "빵 덤플링"이라는 뜻이다. "호우스코비(houskový)"는 체코식 빵의 하나인 "호우스카(houska)"에 파생접사 "-오비(-ový)"가 붙어 "빵과 관련된"을 뜻하게 된 형용사이며, "크네들리크(knedlík)"는 체코식 덤플링을 뜻하는 명사이다.
독일어권에서는 뵈미셰 크뇌델(독일어: Böhmische Knödel)이라 불린다. "보헤미아식 크뇌델"이라는 뜻이다.

## 사진

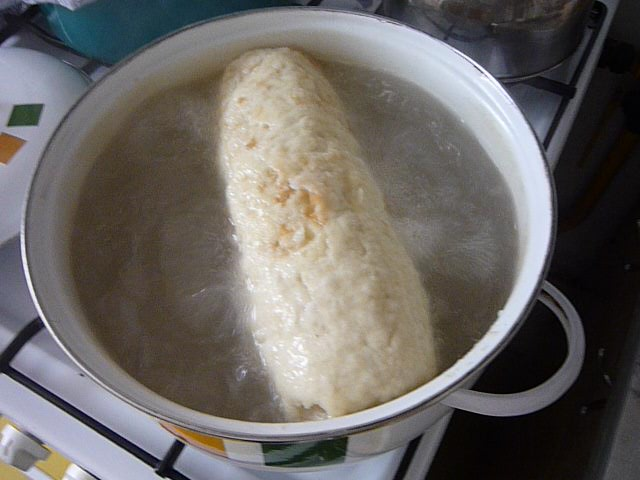
호우스코비 크네들리크 삶기

## 같이 보기
- 브람보로비 크네들리크